# North Cornwall
North Cornwall (Cornualha do Norte em português) é o maior distrito em área da Cornualha.